# Jean-Luc Delpech
Pour les articles homonymes, voir Delpech.
Jean-Luc Delpech (né le 27 octobre 1979 à Sarlat) est un coureur cycliste français, professionnel de 2005 à 2013.

## Biographie
Après avoir couru chez les amateurs, notamment en 2003 à l'US Montauban, où il fut porteur du maillot de leader sur le Tour des Pyrénées, il intègre en  2005 de l'équipe Bretagne Jean Floc'h puis Bretagne-Schuller. Pour sa première participation à une grande classique majeure lors du Paris-Tours, il s'échappe 210 kilomètres avant d'être repris à quelques kilomètres de la ligne.
L'année suivante, il remporte l'une des plus belles victoires de sa carrière en s'adjugeant les Boucles de l'Aulne, devant deux de ses coéquipiers. Il remporte également au mois d'août la Mi-août en Bretagne.
En 2012, il s'impose sur la Ronde de l'Oise. C'est son premier succès sur une course à étapes avec participation d'équipes professionnelles, dont certaines issues de l'UCI World Tour.
Fin 2013 il n'est pas conservé par les dirigeants de la formation Bretagne-Séché Environnement. Faute de retrouver un contrat professionnel, il retourne chez les amateurs en 2014 et s'engage avec l'Entente Sud Gascogne puis l'EC Trélissac Coulounieix-Chamiers l'année suivante. 
Fin 2015, il annonce la fin de sa carrière de coureur cycliste. 

## Palmarès
- 2001
  - 3e du Grand Prix de la Trinité
  - 3e du Trophée des Châteaux aux Milandes
- 2002
  - 3e étape du Tour du Loiret
  - Grand Prix de Monpazier
- 2003
  - 1re étape du Tour des Pyrénées
  - 3e étape du Tour de la Creuse
  - 2e du Grand Prix des Fêtes de Coux-et-Bigaroque
  - 2e du Grand Prix de la Tomate
  - 2e du Trophée des Châteaux aux Milandes
  - 2e de la Cinturó de l'Empordà
  - 3e du Grand Prix d'ouverture Pierre Pinel
  - 3e de Paris-Chalette-Vierzon
- 2004
  - Flèche de Locminé
  - Grand Prix de Miramont-de-Guyenne
  - 3e du Grand Prix Gilbert-Bousquet
  - 3e des Boucles de la Mayenne
  - 3e du Grand Prix de Plouay amateurs
- 2005
  - 2e du Grand Prix de Montamisé
  - 3e du Circuit de la Nive
- 2006
  - 3e étape du Tour du Faso
  - 2e du Circuit de la Nive
  - 2e du Tour du Périgord
  - 2e du championnat d'Aquitaine
  - 3e du Grand Prix d'Automne
- 2007
  - Grand Prix des Fêtes de Cénac-et-Saint-Julien
  - Tour du Tarn-et-Garonne
  - Trophée des Châteaux aux Milandes
  - 2e du Tour du Périgord
  - 3e du Grand Prix d'Automne
- 2008
  - 5e étape de la Tropicale Amissa Bongo
  - 1reb étape du Trophée de l'Essor
  - Paris-Troyes
- 2009
  - 2e étape du Trophée de l'Essor
  - 2e du Tour du Labourd
  - 2e du Grand Prix de Lignac
- 2010
  - Boucles de l'Aulne
  - 3e étape des Boucles de la Mayenne
  - Classement général de la Mi-août en Bretagne
  - 2e du Tour de Basse-Navarre
  - 2e du Tour du Périgord
- 2012
  - Ronde de l'Oise :
    - Classement général
    - 4e étape
- 2013
  - 2e du Grand Prix de la Somme
- 2014
  - 2e du Tour du Canton de La Trimouille
  - 3e du Tour de Cantabrie

## Classements mondiaux
| Année           | 2005 | 2006 | 2007 | 2008 | 2009 | 2010 | 2011 | 2012 | 2013 |
| --------------- | ---- | ---- | ---- | ---- | ---- | ---- | ---- | ---- | ---- |
| UCI Africa Tour |      |      | 112e | 84e  |      |      |      |      |      |
| UCI Europe Tour | 382e | 362e | 310e | 288e | 587e | 54e  | 217e | 228e | 204e |